# Liste der Baudenkmäler in Amerdingen

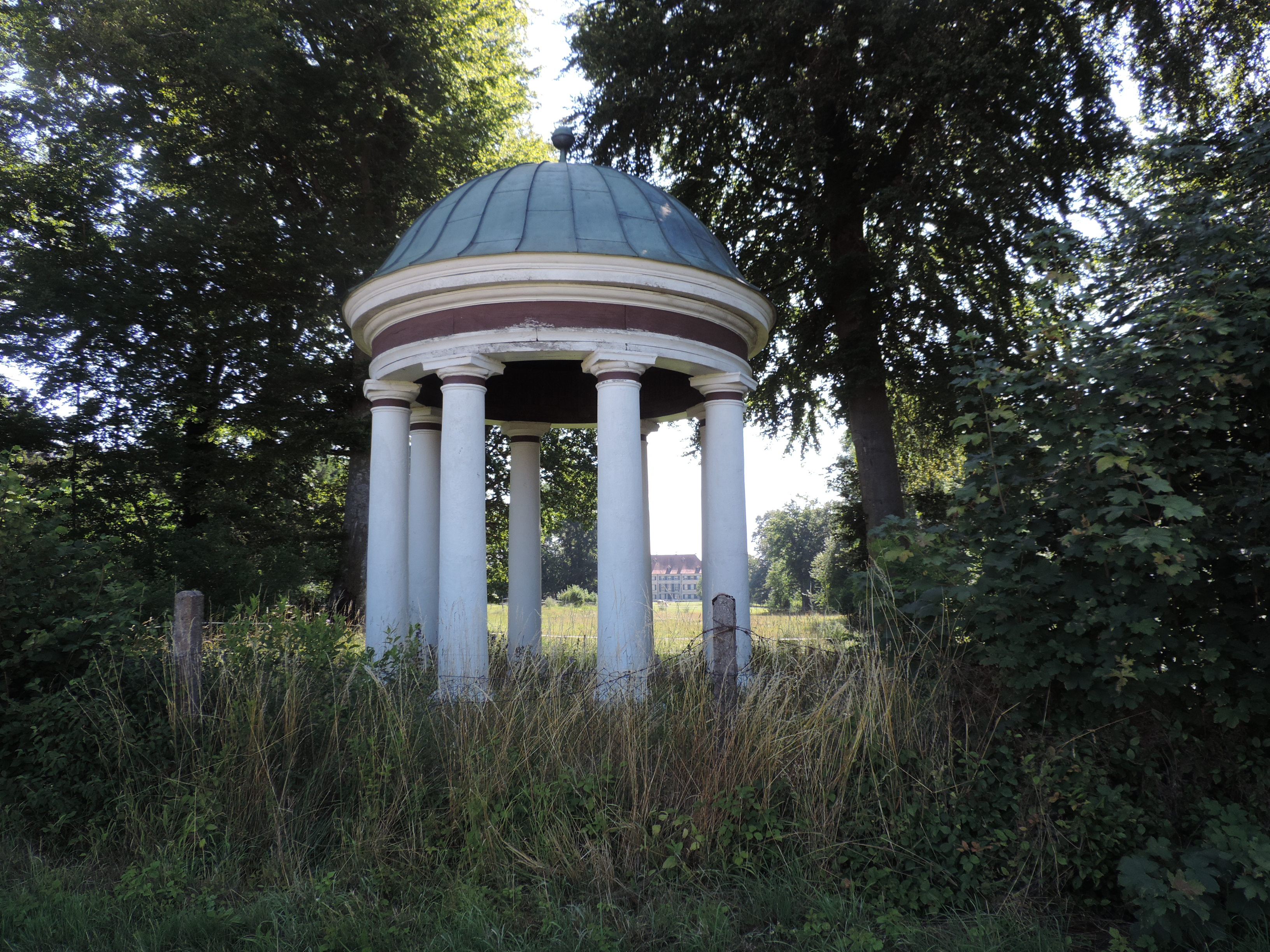
Schlosspark Amerdingen, Pavillon

Auf dieser Seite sind die Baudenkmäler in der schwäbischen Gemeinde Amerdingen zusammengestellt. Diese Tabelle ist eine Teilliste der Liste der Baudenkmäler in Bayern. Grundlage ist die Bayerische Denkmalliste, die auf Basis des Bayerischen Denkmalschutzgesetzes vom 1. Oktober 1973 erstmals erstellt wurde und seither durch das Bayerische Landesamt für Denkmalpflege geführt wird. Die folgenden Angaben ersetzen nicht die rechtsverbindliche Auskunft der Denkmalschutzbehörde.

## Baudenkmäler nach Ortsteilen

### Amerdingen
| Lage                                  | Objekt                                                              | Beschreibung | Akten-Nr.              | Bild           |
| ------------------------------------- | ------------------------------------------------------------------- | --- | ---------------------- | -------------- |
| Am Sonderbach (Standort)              | Feldkapelle                                                         | Rechteckiges Gehäuse mit stichbogiger Öffnung und kräftig profilierten Profilen an Traufe und Giebel, „1774“ (bezeichnet); mit Ausstattung | D-7-79-112-13 Wikidata | BW             |
| Bollstädter Straße (Standort)         | Wegkapelle                                                          | Rechteckiges Gehäuse mit Satteldach, zweite Hälfte 19. Jahrhundert | D-7-79-112-5 Wikidata  | BW             |
| Graf-Stauffenberg-Straße 1 (Standort) | Ehemaliges Schenk von Stauffenbergsches Rentamt, jetzt Gästehaus    | Zweigeschossiger Satteldachbau mit Ecklisenen und profiliertem Trauf- und Giebelgesims, angeblich 1635 oder um Mitte 18. Jahrhundert, im 20. Jahrhundert nach Westen erweitert Ummauerung des Gartens, um Mitte 18. Jahrhundert | D-7-79-112-1 Wikidata  | BW             |
| Graf-Stauffenberg-Straße 3 (Standort) | Schloss Amerdingen                                                  | Klassizistische, aus mehreren Gebäuden bestehende Anlage, vor allem durch Lorenz Finck nach Plänen von Franz Ignaz Michael von Neumann errichtet, 1784–1788, mit wenigen späteren Veränderungen und Ergänzungen; Schloss, dreigeschossiger Walmdachbau mit kaum vorkragendem Mittelrisaliten mit Dreiecksgiebel, auf Konsolen ruhendem Balkon und Lisenengliederung, Hausteinelementen, Geschoss- und profiliertem Traufgesims, durch Lorenz Finck nach Plänen von Franz Ignaz Michael von Neumann errichtet, 1784 ff.; mit Ausstattung Zwei Wirtschaftsgebäude, zwei annähernd rechtwinklig zum Schloss freistehende, einen Hof einfassende, erdgeschossige Walmdachbauten mit Hausteinelementen, Ecklisenen und profiliertem Traufgesims, das südliche wegen der Hanglage im Süden zweigeschossig mit Gurtgesims, 1784 ff.; mit Ausstattung; Schlossökonomie, ehemals Dreiflügelanlage südlich des Schlosses, wohl ehemaliges Bräuhaus, Satteldachbau mit eingemauerten Inschriftensteinen, „1696“ (bezeichnet), „1894“ (bezeichnet) erneuert; Stadel, ehemals durch einen Flügel mit dem Bräuhaus verbunden, Satteldachbau, im Kern wohl um 1700 Park, um 1783 im französischen Stil angelegt, Mitte 19. Jahrhundert im englischen Stil umgestaltet Pavillon, in Form eines achtsäuligen Rundtempels mit Gebälk und Schweifkuppel, Ende 18. Jahrhundert Einfriedung, Bruchsteinmauer, 18. Jahrhundert | D-7-79-112-2 Wikidata  | weitere Bilder |
| Graf-Stauffenberg-Straße 5 (Standort) | Katholische Pfarrkirche St. Vitus                                   | Saalbau auf unregelmäßig kreuzförmigem Grundriss mit eingezogenem, deformiertem Rechteckchor, Fürstenständen, Sakristeianbau im südlichen Chorwinkel und Ostturm mit Oktogon, Eckpilastern und Zwiebelhaube, im Norden und Süden korbbogiges Hausteinportal mit profiliertem Gewände und Agraffe, das südliche vermauert, Turmunterbau 1660, 1755 Neubau von Kirche und Sakristei an Stelle der 1751 abgebrochenen Kirche wahrscheinlich unter Verwendung anstehenden alten Gemäuers, 1773 Turmpolygon mit Haube; mit Ausstattung | D-7-79-112-3 Wikidata  | weitere Bilder |
| Eglinger Straße 17 (Standort)         | Katholische Kapelle Sankt Anna, ehemalige Schloss- und Gruftkapelle | Saalbau mit eingezogenem, innen halbrundem, außen dreiseitig geschlossenem Chor, geschweiften Giebelschrägen, Westturm mit Oktogon und Zwiebelhaube sowie mit einem gerundeten Sakristeianbau im Osten, Außenbau gegliedert mit Ecklisenen, „1695 f.“ (bezeichnet); mit Ausstattung | D-7-79-112-4           | BW             |
| Kapellenstraße (Standort)             | Lourdeskapelle                                                      | Rechteckiges Gehäuse, das rundbogige Portal mit Schlussstein und Kreuzaufsatz, „1900“ (bezeichnet) | D-7-79-112-6 Wikidata  | BW             |

### Bollstadt
| Lage                                    | Objekt                                      | Beschreibung | Akten-Nr.              | Bild           |
| --------------------------------------- | ------------------------------------------- | --- | ---------------------- | -------------- |
| Albertusstraße 17 (Standort)            | Katholische Pfarrkirche St. Ulrich          | Saalbau mit nicht eingezogenem, dreiseitig geschlossenem Chor mit Strebepfeilern, Sakristeianbau im Süden und Westturm mit Oktogon, Ecklisenen und Zwiebelhaube, Turmunterbau wohl Ende 14. Jahrhundert, Kirchenschiff und Chor um 1500, 1726 (bezeichnet) barockisiert und wohl auch Anbau der Sakristei, Turmoktogon und Haube 1751 ff.; mit Ausstattung Friedhofsmauer mit Ummauerung des Pfarrgartens, 17./18. Jahrhundert, im westlichen Teil nach Friedhofserweiterung auf dem Gelände des ehemaligen Pfarrgartens | D-7-79-112-8 Wikidata  | weitere Bilder |
| Kirchstraße 2; Kirchstraße 4 (Standort) | Katholischer Pfarrhof; ehemaliges Pfarrhaus | zweigeschossiger, verputzter Massivbau mit Satteldach, Strebepfeiler im Süden und Traufknoten, im Kern 1706–10; ehem. Pfarrstadel, eingeschossiger, verputzter Massivbau mit Satteldach, gleichzeitig; zugehörige Pfarrhofmauer, Bruchsteinmauerwerk, wohl 2. Hälfte 19. Jh. | D-7-79-112-7           | BW             |
| Straßweg (Standort)                     | Lourdeskapelle                              | Neugotischer, rechteckiger Bau mit eingezogenem, halbrundem Schluss, geschlossener Vorhalle, Ecklisenen und oktogonalem Dachreiter über der Giebelwand, „1883“ (bezeichnet); mit Ausstattung | D-7-79-112-10 Wikidata | BW             |
| Nähe Dorfstraße (Standort)              | Wegkapelle                                  | Rechteckiges Gehäuse mit Satteldach und korbbogigem Hausteinportal, 18. Jahrhundert | D-7-79-112-11 Wikidata | BW             |
| Nähe Aufhauser Straße (Standort)        | Wegkapelle                                  | Rechteckiges, dreiseitig geschlossenes Gehäuse mit weit vorkragendem, auf hölzernen Stützen ruhendem Satteldach, 19. Jahrhundert | D-7-79-112-9 Wikidata  | BW             |

### Sternbach
| Lage                   | Objekt                                       | Beschreibung | Akten-Nr.              | Bild |
| ---------------------- | -------------------------------------------- | --- | ---------------------- | ---- |
| Sternbach 2 (Standort) | Katholische Kapelle Sankt Jakobus der Ältere | Ursprünglich die alte Kirche von Amerdingen mit umgebenden Friedhof, erhalten ist der dreiseitig geschlossene Chor mit Strebepfeilern, profiliertem Traufgesims und oktogonalem Dachreiter mit quadratischer Basis und Spitzhelm über der Giebelwand, um 1420, Dachreiter Ende 17. Jahrhundert; mit Ausstattung | D-7-79-112-12 Wikidata | BW   |

## Ehemalige Baudenkmäler
In diesem Abschnitt sind Objekte aufgeführt, die früher einmal in der Denkmalliste eingetragen waren, jetzt aber nicht mehr. Objekte, die in anderem Zusammenhang also z. B. als Teil eines Baudenkmals weiter eingetragen sind, sollen hier nicht aufgeführt werden. Aktennummern in diesem Abschnitt sind ehemalige, jetzt nicht mehr gültige Aktennummern.

| Lage                               | Objekt    | Beschreibung  | Akten-Nr.             | Bild |
| ---------------------------------- | --------- | ------------- | --------------------- | ---- |
| Bollstadt Kirchstraße 2 (Standort) | Hausfigur | Pietà, barock | D-7-79-112-7 Wikidata | BW   |